# Analiza urina
Analiza urina ali urinska analiza je sklop medicinskih preiskav, s katerimi ugotavljamo fizikalne in kemijske značilnosti seča (urina). Seč je tekočina, ultrafiltrat krvne plazme, ki ga izločajo ledvice. Nenavadne značilnosti so lahko znak sprememb presnovnih procesov v telesu ali, bolj specifično, motenj v delovanju sečil. Hkrati je kot telesni izloček enostavno dostopen, zato se pogosto uporablja v medicinski diagnostiki.
Običajno se analiza urina izvaja za ugotavljanje okužb sečil in drugih težav, kot je inkontinenca. V širšem smislu se lahko uporablja tudi kot presejalna preiskava za bolezni kot del rednih pregledov v populaciji. Rezultati lahko nakazujejo na stanja, kot so bolezni ledvic in jeter ter sladkorna bolezen. V urgentni medicini jo uporabljajo za preučevanje številnih simptomov, vključno z bolečino v trebuhu in bolečino v medeničnem predelu, vročino in zmedenostjo. Prisotnost beljakovin v seču (proteinurija) med nosečnostjo je lahko znak za preeklampsijo, prisotnost bakterij (bakteriurija) pa znak zapletov med nosečnostjo. Pri tem nenavadni rezultati ne pomenijo vedno bolezni, pogosti so lažni pozitivni rezultati. Zato nekateri odsvetujejo uporabo v presejalnih programih. Kljub temu je ena najpogosteje izvajanih laboratorijskih preiskav v sodobni zahodni medicini.

## Postopki

### Odvzem seča
Vzorci se običajno odvzemajo z uriniranjem preiskovanca v čisto (po možnosti sterilno) posodico. Sestava seča se preko dneva precej spreminja, hkrati je vzorec podvržen tveganju kontaminacije, zato je pomembna standardizacija. Za večino preiskav se uporablja prvi ali drugi jutranji seč, ki je najbolj koncentriran, za preprečevanje kontaminacije je priporočeno umivanje genitalij pred uriniranjem in ulov srednjega curka. Vzorce je možno zbrati tudi z urinskim katetrom ali z iglo skozi trebušno steno neposredno iz mehurja. Pri zelo mladih pacientih se lahko zbere v vrečko, pritrjeno na genitalije, toda pri tem postopku obstaja veliko tveganje kontaminacije. Uporablja se svež urin največ dve uri po odvzemu vzorca, sicer analiza ni več točna zaradi množenja bakterij in razpadanja levkocitov pri nekaterih bolezenskih stanjih.

### Osnovna analiza
| Test              | Rezultat           |
| ----------------- | ------------------ |
| Kri               | Negativno          |
| Levkociti         | Negativno          |
| Nitriti           | Negativno          |
| Beljakovine       | Negativno do sledi |
| pH                | 5–7                |
| Relativna gostota | 1,003–1,035        |
| Glukoza           | Negativno          |
| Ketoni            | Negativno          |
| Bilirubin         | Negativno          |
| Urobilinogen      | <1 mg/dL           |

Že grob kvalitativen pregled organoleptičnih lastnosti lahko nakazuje na nekatera bolezenska stanja, vendar podatkov o vonju in barvi seča laboratorijska poročila običajno ne vključujejo.
Pri laboratorijski analizi v primarnem zdravstvu (ali kot osnovna bolnišnična preiskava) se uporablja standardiziran urinski testni trak, na katerem so ločena polja – nosilci z reagenti v suhi obliki. Snovi se vežejo na reagente in spremenijo barvo nosilca, jakost obarvanja pa laborant oceni s pogledom in primerja z barvo iz tabele v navodilih proizvajalca ali izmeri z reflektometrom. Testni trak prikaže okvirno vrednost osnovnih kemijskih parametrov: vrednost pH in koncentracijo celokupnih beljakovin (albuminov), glukoze, ketonov, bilirubina, urobilinogena, hemoglobina levkocitov, nitritov ter kreatinina. Omogoča tudi posredno oceno relativne gostote, ki je osnovni fizikalni parameter.
Druga osnovna preiskava je mikroskopski pregled sedimenta – koncentrata urina, ki ga pridobimo s centrifugiranjem. Z njim ugotavljamo prisotnost in količino eritrocitov, levkocitov, beljakovinskih cilindrov, bakterij, gliv, drugih zajedavcev, epitelnih celic, soli v kristalni ali amorfni obliki, sluzi (mukopolisaharidov) in maščob. Mikroskopski pregled se ponekod izvaja le ob nenavadnih rezultatih analize s testnim trakom ali pri določenih populacijah (na primer novorojenčkih).